# Adonias
Cet article possède des paronymes, voir Adonis (mythologie) et Adonaï.
Adonias ou Adonija est un personnage biblique dont le nom hébreu est אֲדֹנִיָּה, Ǎdōnīyyā, littéralement « mon Seigneur (est) Yah(weh) ». Il est, selon le livre des Rois, fils de Haggig ou Haggith et de David (son quatrième enfant).
Soutenu par Joab, il aspira à la royauté dès la vieillesse de son père et voulut dans ce but épouser Abishag la veuve du roi David. Salomon le fit mettre à mort,.

## Dans la culture populaire
Adonias apparaît dans le film Salomon et la Reine de Saba réalisé par King Vidor en 1959, il est interprété par George Sanders.